# Josef Karel Šlejhar
Josef Karel Šlejhar, född 14 oktober 1864 i Stará Paka, död 4 september 1914 i Prag, var en tjeckisk författare.
Šlejhar studerade vid Prags tekniska högskola och var en tid anställd som kemist vid en sockerfabrik, skötte därpå sin fars lantgård och blev sedan lärare vid en handelsskola i Kolín. Sin litterära verksamhet började han 1886 och väckte tidigt uppmärksamhet genom konstnärlig originalitet och psykologisk skärpa. Hans författarskap karakteriseras dels av en mystisk tendens, dels av stark naturalism i skildringen. I den nytjeckiska novellistiken var han en av de märkligaste, mest individuella företeelserna, och trots att han 1896 anslöt sig till "de modernas" program, bevarade han sin konstnärliga självständighet.
Bland Šlejhars många arbeten på prosa märks Dojmy z přirody a společnosti (Intryck från naturen och samhället, 1894), en mystiskt färgad novellsamling med skarp social tendens, samlingen Zátiši (I skymundan, 1898) och V zášeři krbu (Vid skymningshärden, 1899). Romanen Lípa (Linden, 1901) skildrar lantlivets sedliga och ekonomiska förfall, och Peklo (Helvetet, 1902) grundar sig delvis på hans iakttagelser i sockerfabriken.

## Fotnoter
1. 1 2 3  Tjeckiska nationalbibliotekets databas, NKC-ID: jk01130467, läst: 23 november 2019.[källa från Wikidata]
2. ↑  födelseregister.[källa från Wikidata]
3. 1 2 3 4  abART, abART person-ID: 41358, läst: 1 april 2021.[källa från Wikidata]
4. 1 2  SVKKL:s regionala databas, SVKKL-ID: p0201702-slejhar-Josef-Karel-18641914, läs online, läst: 20 juni 2023.[källa från Wikidata]
5. 1 2  Archiv hl. m. Prahy, Matrika zemřelých u Nejsvětějšího srdce Páně na Vinohradech, sign. SPVIN Z1, s. 61, Sbírka matrik (på tjeckiska), läs online.[källa från Wikidata]